# Ялаянсаарі
Ялаянса́арі (рос. Ялаянсари, фін. Jalajansaari) — невеликий острів у Ладозькому озері, частина Західного архіпелагу. Територіально належить до Лахденпохського району Карелії, Росія.
Острів витягнутий з північного заходу на південний схід на 1 км, ширина до 0,2 км. Рівнинний, найвища точка — 10 м.